# Simandou

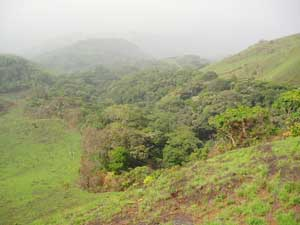
Galeriewald im Simandou-Gebiet

Simandou ist eine 110 Kilometer lange, von Nord nach Süd verlaufende Hügelkette in den Regionen Kankan in Oberguinea und Nzérékoré in Waldguinea, im Südosten des westafrikanischen Staates Guinea. Sie gehört zum Schutzgebiet des bedrohten Guineawaldes und umfasst gleichzeitig mit etwa 2,8 Milliarden Tonnen das größte bekannte, abbaubare Eisenerzvorkommen der Welt, das in den Jahren 1996 bis 2002 entdeckt wurde. Seither bestehen konkrete Pläne zum kommerziellen Abbau dieses hochwertigen Erzes im Tagbau, das ungefähr 66 % Eisengehalt aufweist.

## Geographie
Die Hügelkette liegt östlich von Kérouané und westlich von Beyla, sie beginnt in der südlichen Kankan-Region und endet in der nördlichen Nzérékoré-Region. Sie ist 110 Kilometer lang und einige Kilometer breit und umfasst eine Fläche von etwa 1500 km². Der höchste Punkt liegt im Süden mit dem Pic de Fon ( 1658 m), in der Mitte befindet sich der Pic de Tibé (1504 m) und im Norden ist etwas tiefer der Pic de Going ( 1431 m). Die größten Lagerstätten der Eisenerzmine Simandou liegen unweit des Dorfes Moribadou am Fuß des Pic de Fon und in Ouéléba, sie sind nur vier Kilometer Luftlinie voneinander entfernt und haben eine Länge von ungefähr 7,5 km und sind bis zu 1 km breit. Die Eisenschichten sind hier aus metamorphisierten Itabiriten in Staurolith-Qualität, die zu Hämatit-Goethit-Mineralisationen angereichert wurden.

## Naturgeschichte
Der Landstrich Simandou, der vorwiegend in Waldguinea und teilweise im Süden Oberguineas liegt, ist ein wichtiges Schutzgebiet für das Ökosystem des gesamten Guineawaldes in Westafrika. Der Guineawald ist eines der biologisch reichsten und zugleich am stärksten gefährdeten Ökosysteme der Welt. Er erstreckte sich ursprünglich über den Süden Guineas, Sierra Leone, Liberia, die südliche Elfenbeinküste, Ghana und bis nach Togo. Er bedeckte eine Fläche von 420.000 km², aber aufgrund menschlicher Aktivitäten sind fast 70 Prozent des Waldes verschwunden.
Die Hügelkette Simandou umfasst sowohl Savanne, Tieflandwald als auch Galeriewälder. Der Wald um den Pic de Fon im Süden umfasst eine Fläche von etwa 256 km², das viele typische Tier- und Pflanzenarten des Ökosystems der guineischen Bergwälder beherbergt, darunter auch gefährdete Arten wie die Nimba-Otterspitzmaus (Micropotamogale lamottei), der Westafrikanische Schimpanse (Pan troglodytes verus), die Dianameerkatze (Cercopithecus diana diana) und der Sierra Leone prinia (Schistolais leontica), ein seltener Vogel im westafrikanischen Hochland. Der Frosch Hylarana fonensis ist nur hier bekannt. Das Gebiet war bisher durch seine Abgeschiedenheit natürlich geschützt, aber seine Artenvielfalt ist nun durch das Vordringen der Landwirtschaft, Buschfeuer, Jagd, Holzschlag, Straßenbau, Ausbeutung von Erzminen und durch schwache, träge Behörden bedroht.
Der Wald des Pic de Tibé mit einer Fläche von 60,75 km² wurde 1945 klassifiziert, der des Pic de Fon mit einer Fläche von 256 km² 1953.